# Подоляк, Ирина Игоревна
Ирина Игоревна Подоляк (укр. Ірина Ігорівна Подоляк; род. 2 мая 1967, Золочев, Львовская область) — украинский политик, народный депутат Украины VIII созыва, член парламентской фракции «Объединение Самопомощь».
Заместитель Министра культуры, молодёжи и спорта (с 2 октября 2019 года).

## Образование
- В 1985—1990 годах училась во Львовском национальном университете им. И. Франко на филологическом факультете. По окончании получила квалификацию «филолог», «преподаватель»; специальность «Украинский язык и литература». Окончила с отличием.
- 1990—1993 — училась в аспирантуре этого же университета.

В 1998—2002 годах получила квалификацию юриста на юридическом факультете Львовского национального университета.

## Карьера
Трудовую деятельность начала в 1984 году, в 17 лет, с должности воспитателя детского яслей-сада № 4 в Золочеве.
После окончания аспирантуры работала в творческом объединении «Центр Европы».
С 1994 года по 1998 год работала начальником информационного отдела Львовского горисполкома.
С 1998—2002 год работала менеджером в ОО «Независимый культурологический Журнал Ї» и одновременно координатором проектов USAID во Львове.
С 2002 по сентябрь 2012 года работала в должности начальника отдела зарубежного сотрудничества управления информационной политики и внешних отношений Львовского городского совета.
С сентября 2012 года — начальник управления культуры департамента гуманитарной политики Львовского городского совета. Будучи на этой должности Ирина Подоляк отличилась намерением «перейти на русский язык в публичном пространстве».
С 27 ноября 2014 года — народный депутат Украины, избрана по избирательному округу № 116 (Львовская область). В Верховной Раде VIII созыва входит во фракцию «Самопомощь». С 4 декабря 2014 — первый заместитель председателя Комитета Верховной Рады Украины по вопросам культуры и духовности. Была инициатором законопроекта «О внесении изменений в некоторые законы Украины о введении контрактной формы работы в области культуры и конкурсной процедуры назначения руководителя государственного или коммунального учреждения культуры» (№ 2669-д), который был негативно воспринят общественностью. Ирина Подоляк также автор проекта постановления об увольнении В. Кириленко с должности вице-премьер-министра Украины — Министра культуры Украины и соавтором многих других законопроектов.
1 ноября 2018 года были введены российские санкции против 322 граждан Украины, включая Ирину Подоляк.